# 大斑杜父魚
大斑杜父魚，為輻鰭魚綱鮋形目杜父魚亞目杜父魚科的其中一種，為溫帶淡水魚，分布於歐洲英國、法國至比利時大西洋岸、德國及荷蘭萊因河等流域，體長可達10公分，棲息在岩石、礫石底質的各型河川、溪流、港口、運河、迴水區，以底棲性無脊椎動物為食，生活習性不明。

## 擴展閱讀
維基物種上的相關：大斑杜父魚